# Bonn
Pour les articles homonymes, voir Bonn (homonymie).
Pour l’article ayant un titre homophone, voir Bonne.
 (mai 2025).
Si vous disposez d'ouvrages ou d'articles de référence ou si vous connaissez des sites web de qualité traitant du thème abordé ici, merci de compléter l'article en donnant les références utiles à sa vérifiabilité et en les liant à la section « Notes et références ».
Bonn est une ville fédérale allemande au bord du Rhin dans le sud du Land de Rhénanie-du-Nord-Westphalie. 
Entre 1949 et 1990, la ville était la capitale de la République fédérale d'Allemagne (Allemagne de l'Ouest). Depuis, elle a un statut de ville fédérale, qui est unique au pays. Presque la moitié des ministères possèdent encore leurs sièges principaux à Bonn, les autres ayant été transférés à Berlin. 
La ville est également célèbre pour être le lieu de naissance de Ludwig van Beethoven.

## Géographie

### Situation
Traversée par le Rhin, entourée de collines, Bonn est située à 30 km au sud de Cologne, à 70 km à l'est d'Aix-la-Chapelle, à 54 km au nord de Coblence et à 480 km à l'ouest de Berlin.

### Géographie physique
La ville de Bonn se trouve au sud-ouest du land de Rhénanie-du-Nord-Westphalie, à l'endroit où le Rhin émerge du Massif schisteux rhénan pour pénétrer dans les plaines du Rhin inférieur. Elle s'étend sur 141,2 km2, de part et d’autre du fleuve, les trois quarts du territoire étant sur la rive gauche.
Au sud, les contreforts de l'Eifel viennent frôler la ville (Venusberg, 171 m ; Kreuzberg, 158 m), se prolongeant vers le nord par une terrasse boisée, le Kottenforst (190 m), qui fait partie du Parc naturel de Rhénanie. Au nord de Bonn, la vallée du Rhin s'élargit pour former la Kölner Bucht (« Baie de Cologne »), délimitée à l'ouest par la croupe de la Ville, dont le versant oriental (Vorgebirge) approvisionne la région en produits maraîchers. Au nord-est, la limite de la commune se confond avec la Sieg, affluent droit du Rhin. Au sud-est se dresse la coulisse pittoresque du Siebengebirge, dont la partie nord fait partie du territoire de la commune, qui culmine ici à 195 m, le point le plus bas (46 m) se trouvant au confluent de la Sieg et du Rhin.

### Morphologie urbaine

Carte administrative de Bonn.

La ville est constituée de quatre districts :
- Bonn correspond aux limites de la ville originelle avant 1969 ;
- Bad Godesberg, ancienne commune annexée en 1969, se trouve au sud de la ville originelle ;
- Beuel, ancienne commune annexée en 1969, est le seul district de la rive droite ;
- Hardtberg, ancienne commune annexée en 1974, est à l'ouest de la ville originelle.

Le 1er août 1969, plusieurs villages sont rattachés à Bonn : Bad Godesberg, Beuel, Buschdorf, Duisdorf, Holzlar, Ippendorf, Lengsdorf, Lessenich/Meßdorf, Oberkassel et Röttgen. Ce sont depuis lors des quartiers.

## Histoire

### Les origines
| Appartenances historiques Électorat de Cologne 953-1797 République cisrhénane (Rhin-et-Moselle) 1797-1802 République française (Rhin-et-Moselle) 1802-1804 Empire français (Rhin-et-Moselle) 1804-1813 Royaume de Prusse (Grand-duché du Bas-Rhin) 1815-1822 Royaume de Prusse (Province de Rhénanie) 1822-1918 Empire allemand 1871-1918 République de Weimar 1918-1933 Reich allemand 1933-1945 Allemagne occupée 1945-1949 Allemagne de l'Ouest 1949-1990 Allemagne Depuis 1990 |

Les Romains construisent un pont sur le Rhin vers 10 av. J.-C., en territoire éburon, près d'un endroit appelé Bonna. Après la bataille que les Romains livrent en 9 ap. J.-C., ils transforment le camp en un fort pour accueillir 7 000 légionnaires. Cet établissement a le rang de colonie romaine, sous le nom de Colonia Julia Bonna dans la province de Germanie supérieure, dont elle suit l'histoire.
De 1288 à 1803, la ville est la résidence des archevêques et princes électeurs de Cologne.
En 1346, Aix-la-Chapelle étant occupée par Louis de Bavière, ennemi de la papauté, c'est à Bonn que le nouvel empereur Charles IV est couronné.
Le 18 octobre 1794, le général Moreau prend Bonn. De 1794 à 1814, la ville est sous domination française (intégrée à partir de 1797 dans le département de Rhin-et-Moselle).
À partir de 1814, elle fut rattachée à la Prusse.

### Bonn, capitale fédérale

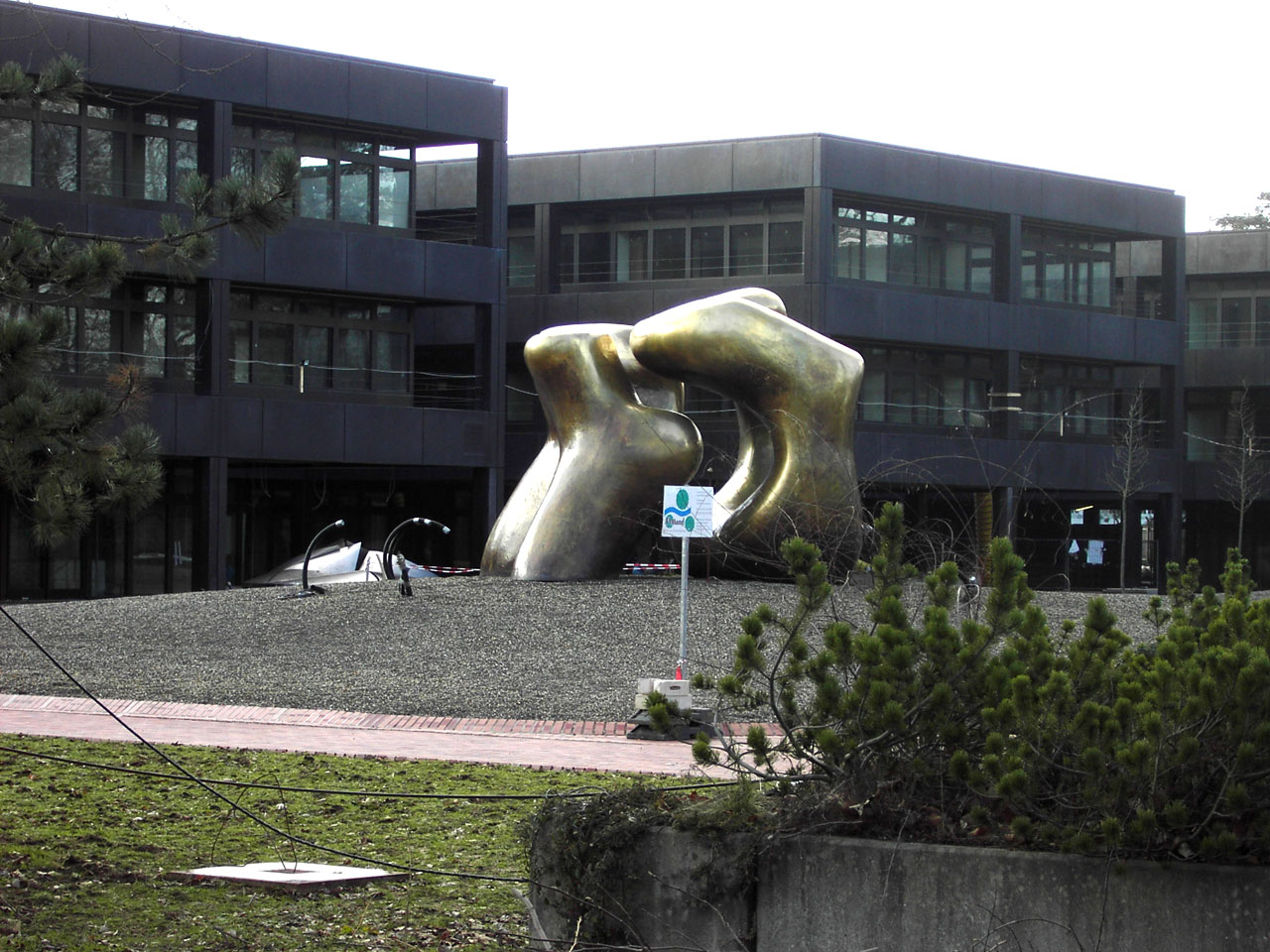
Le siège de la Chancellerie fédérale de 1976 à 1999, actuellement occupé par le Ministère fédéral de la Coopération économique.

Lorsqu'en juillet 1948, les alliés occidentaux de la Trizone décident de doter l'Allemagne de l'Ouest de structures politiques démocratiques, il faut choisir la ville qui accueillera les parlementaires constituants. Berlin, en raison de son statut quadripartite et du fait de sa situation enclavée, ne peut remplir efficacement cette mission.

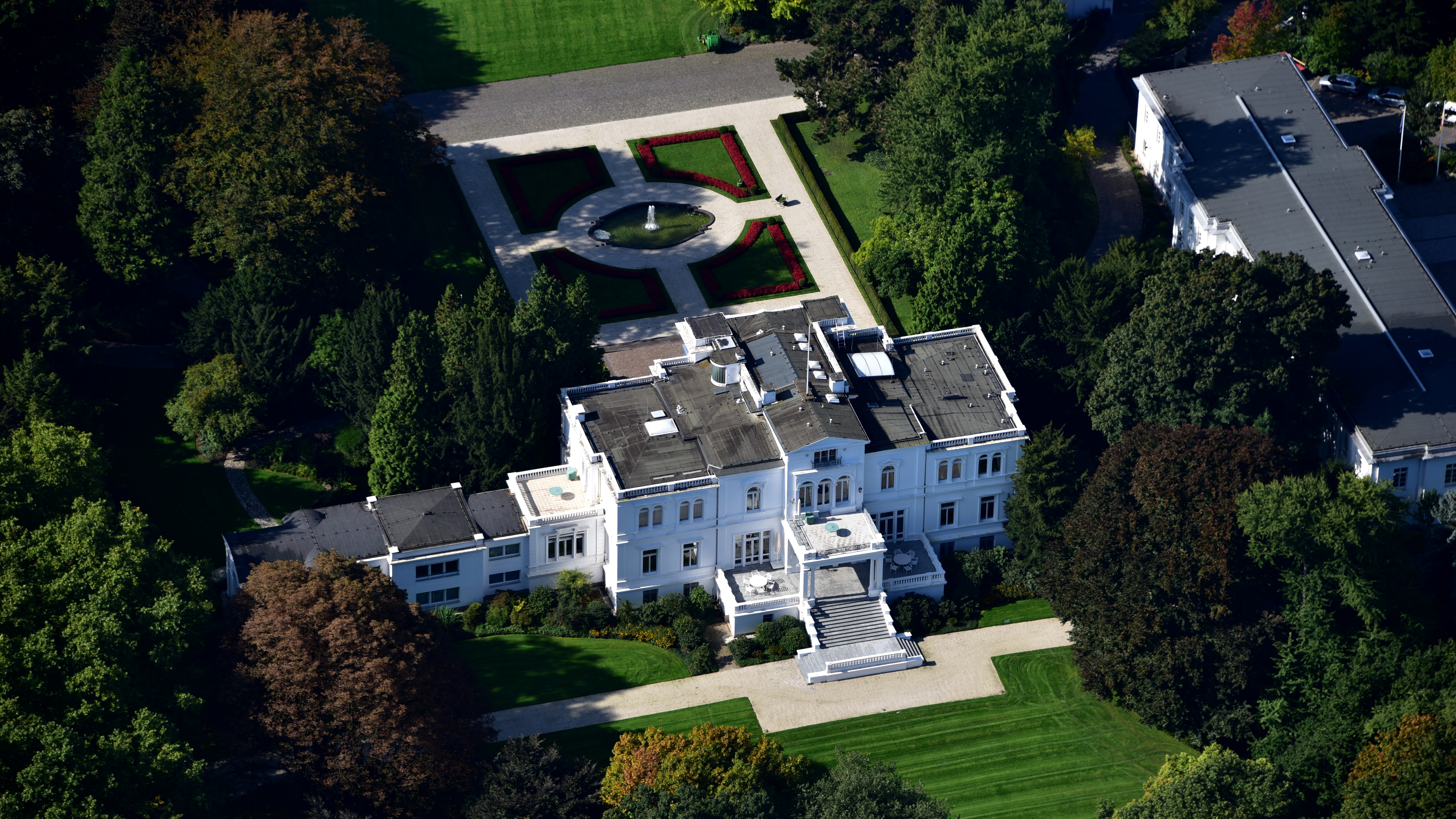
La villa Hammerschmidt, siège de la présidence fédérale de 1949 à 1994, qui est actuellement la seconde résidence du chef de l'État.

Cassel, Stuttgart, Francfort-sur-le-Main et Bonn sont alors les quatre villes pressenties pour devenir les hôtes des travaux parlementaires.
Cassel, trop proche de la Zone d'occupation soviétique, retira sa candidature.
Stuttgart, dont les finances ne sont pas excellentes, n’est pas non plus retenue.
Seules Francfort-sur-le-Main et Bonn restent candidates.
Si le passé prestigieux de Francfort, située en Zone d'occupation américaine, peut faire la différence, Bonn avait par contre la faveur des Britanniques puisque la ville se situait dans leur propre zone.
Même les partis allemands se divisent sur la question : Francfort a la faveur du SPD, et Bonn reçoit le soutien de la coalition CDU/CSU.
Le Ministre de l'Intérieur de Rhénanie-du-Nord-Westphalie, Walter Menzel, propose que les travaux préparatoires de l'assemblée se tiennent d'abord dans la ville natale de Beethoven. C'est toute la force de persuasion de Konrad Adenauer, alors maire de Cologne, ville voisine de Bonn, qui enlève auprès de ses collègues la décision finale en faveur de cette dernière, même si on cherche jusqu'aux derniers instants des solutions alternatives à Karlsruhe ou à Celle.

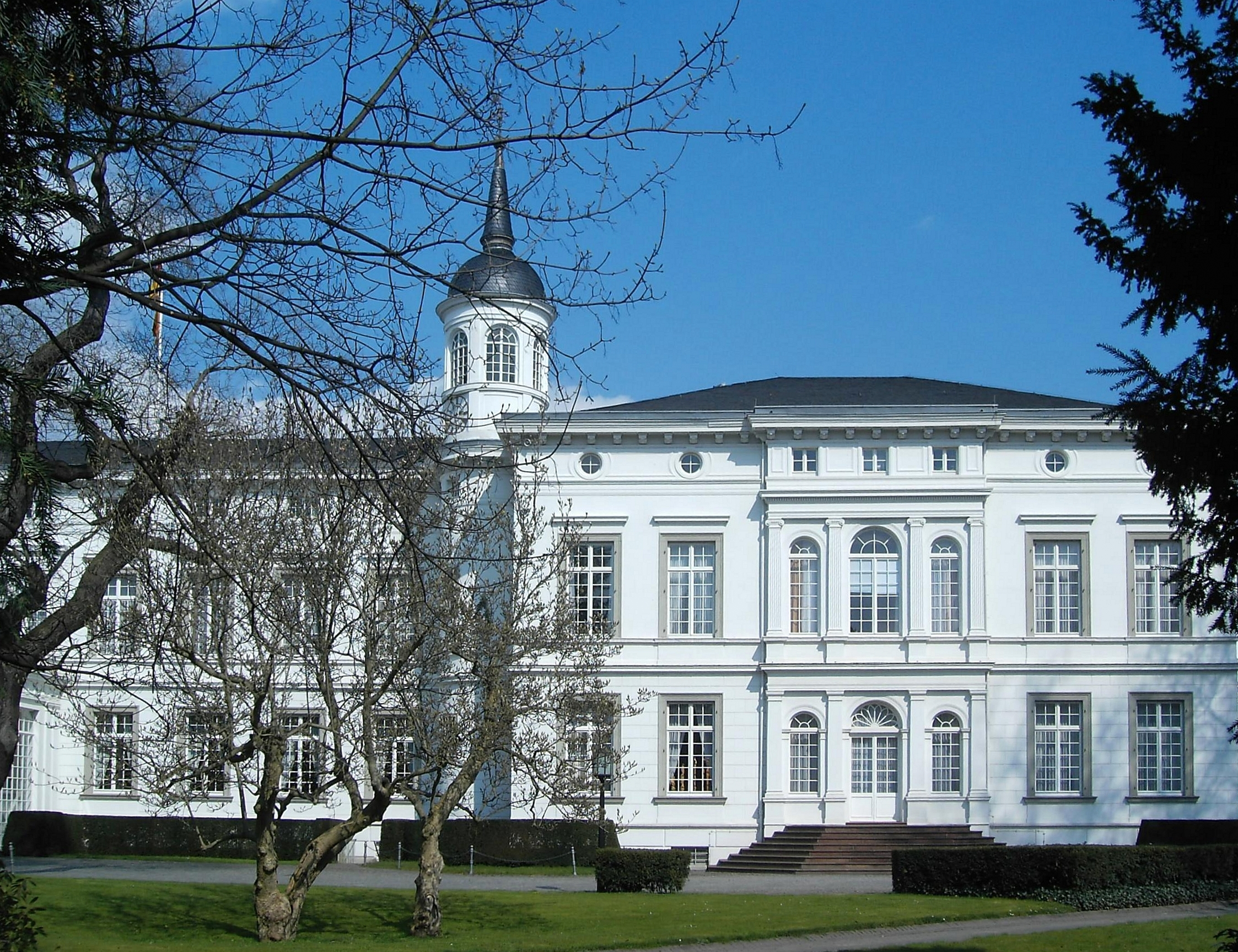
Le palais Schaumburg, siège de la Chancellerie fédérale de 1949 à 1976.

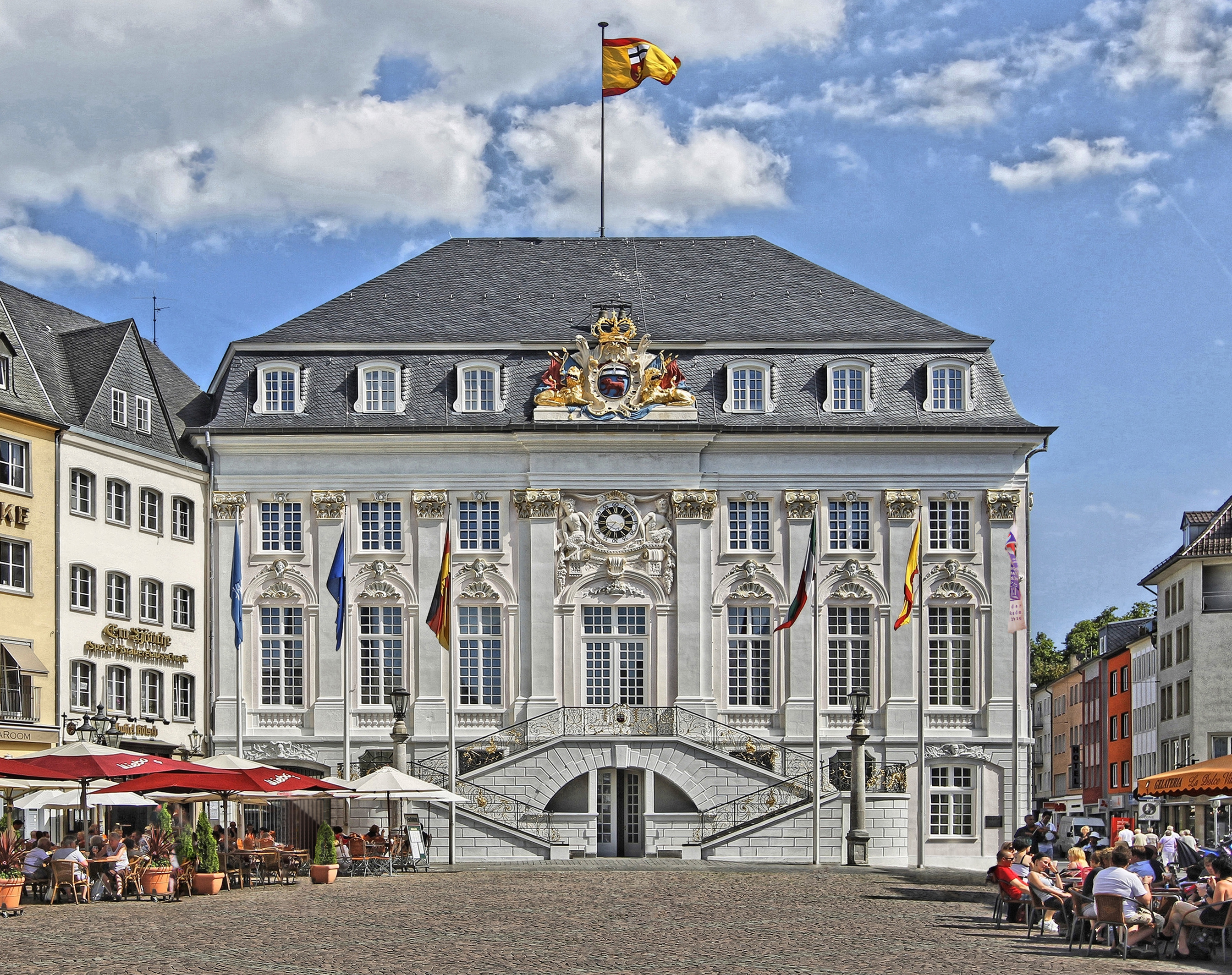
Le vieil Hôtel de Ville.

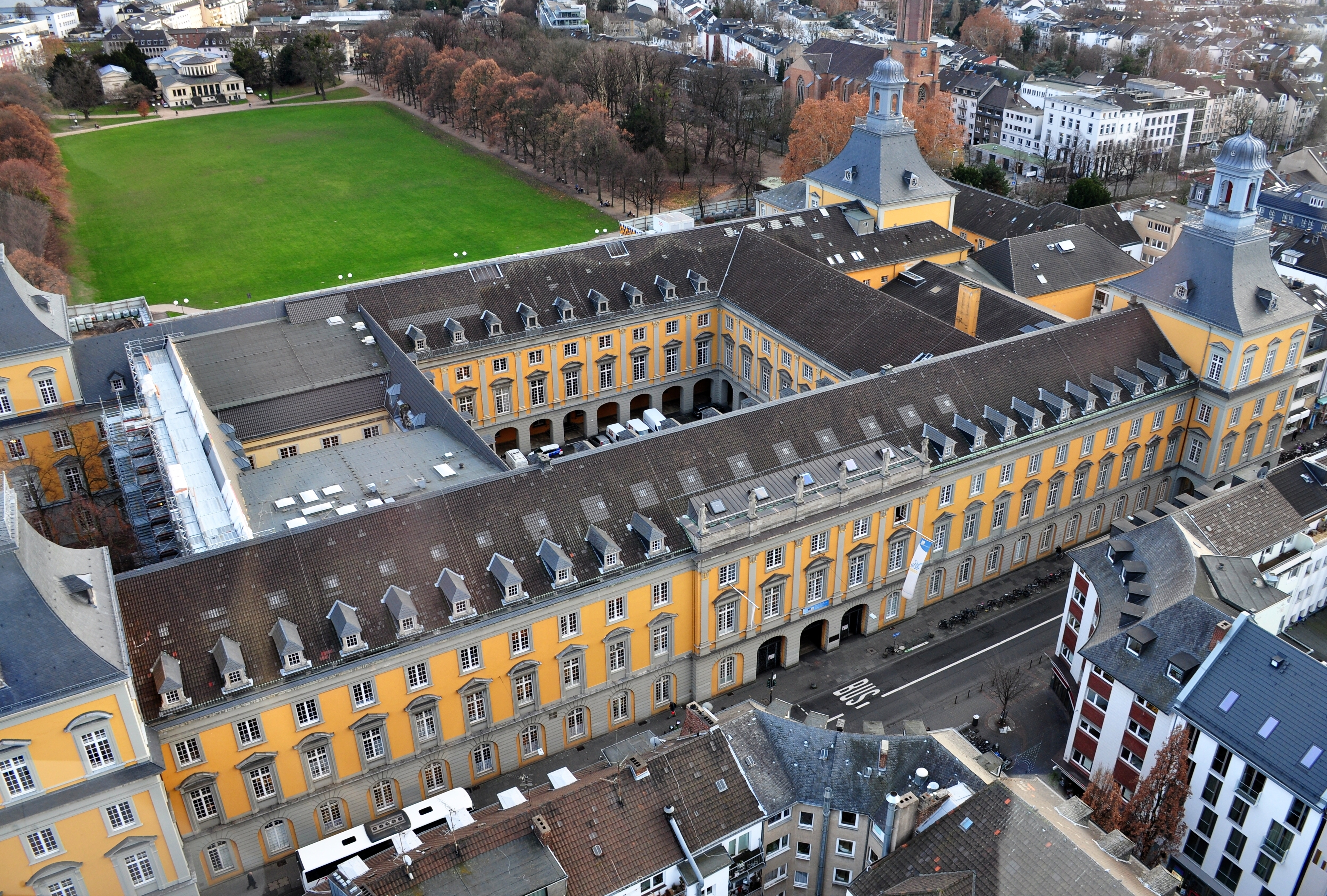
L'université avec le Hofgarten et le musée des Beaux-Arts.

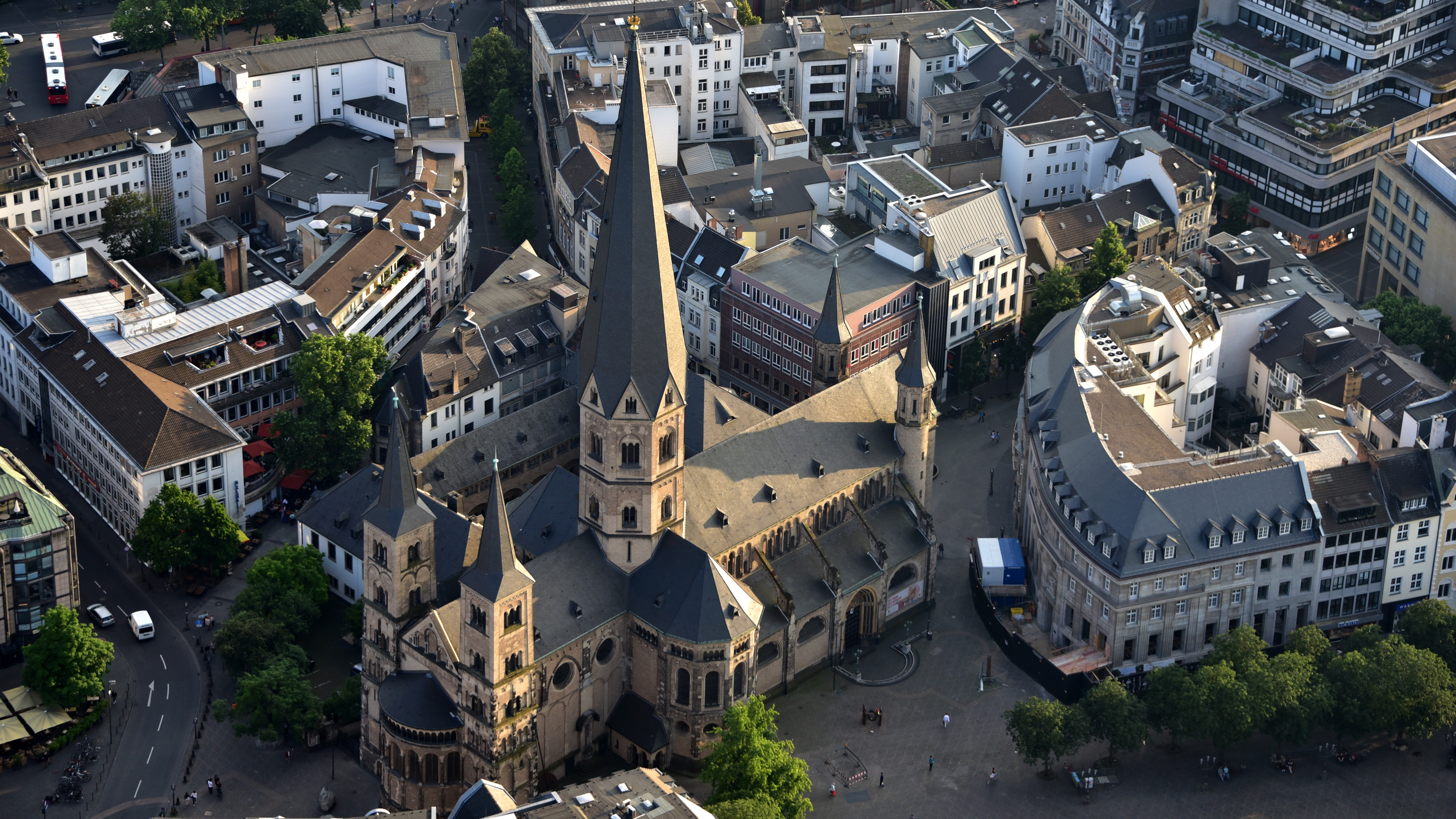
Le centre-ville et la cathédrale Saint-Martin de Bonn (Bonner Münster).

Les trois principales raisons officielles de ce choix sont :
1. que la pénurie de bureaux et de logements d'une ville dévastée comme Francfort (Bonn avait souffert comparativement moins des destructions) aurait posé des problèmes structurels si la ville, par la suite, est désignée comme « capitale provisoire » ;
2. que l'installation du nouveau régime démocratique allemand à Francfort aurait pu causer des problèmes d'indépendance du pouvoir par le fait que la ville abritait également le quartier général des forces militaires américaines en Allemagne ;
3. que la Belgique acceptait d'évacuer Bonn qui faisait partie de sa zone d'occupation, les Allemands revendiquant le droit de siéger hors de la présence d'une armée appartenant aux pays vainqueurs, sous peine de voir le nouveau pouvoir allemand soupçonné de ne pas être capable de représenter librement la nouvelle Allemagne[3].

C'est ainsi que du 1er septembre 1948 au 14 août 1949, la ville accueille le Conseil parlementaire chargé de rédiger la Loi fondamentale de la future République fédérale d’Allemagne.
À l'issue des élections du 1er Bundestag allemand en 1949, Bonn sera désignée comme capitale provisoire de la République fédérale entre 1949 et 1990.
 Cette situation unique au monde d'une ville provinciale de 300 000 habitants, capitale d'un grand pays de plus de 60 millions d’habitants, valut à Bonn plusieurs surnoms moqueurs : « le village fédéral », « la cloche à fromages », « le vaisseau spatial ».

### Bonn depuis 1990

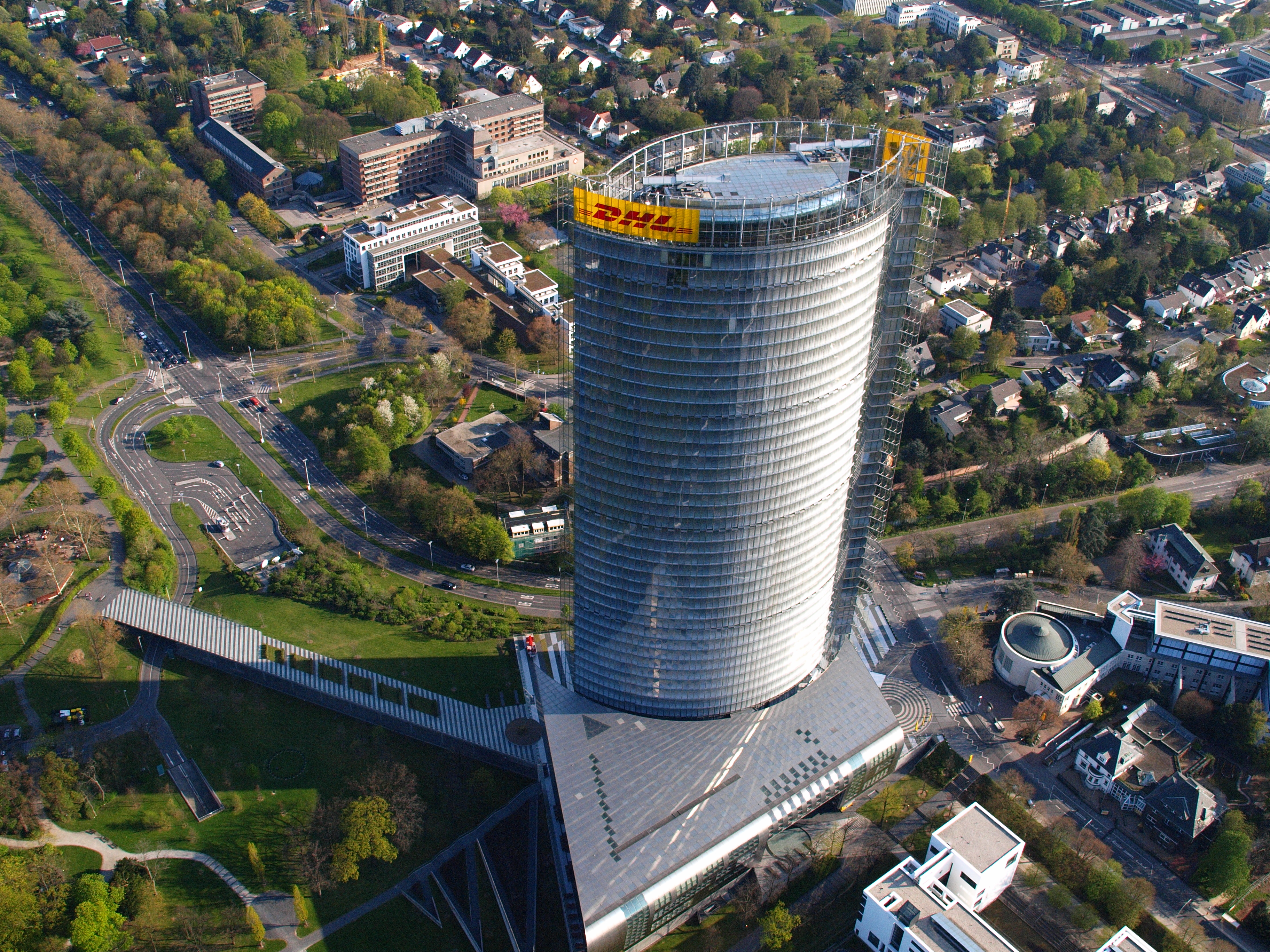
La tour de la Poste (Posttower).

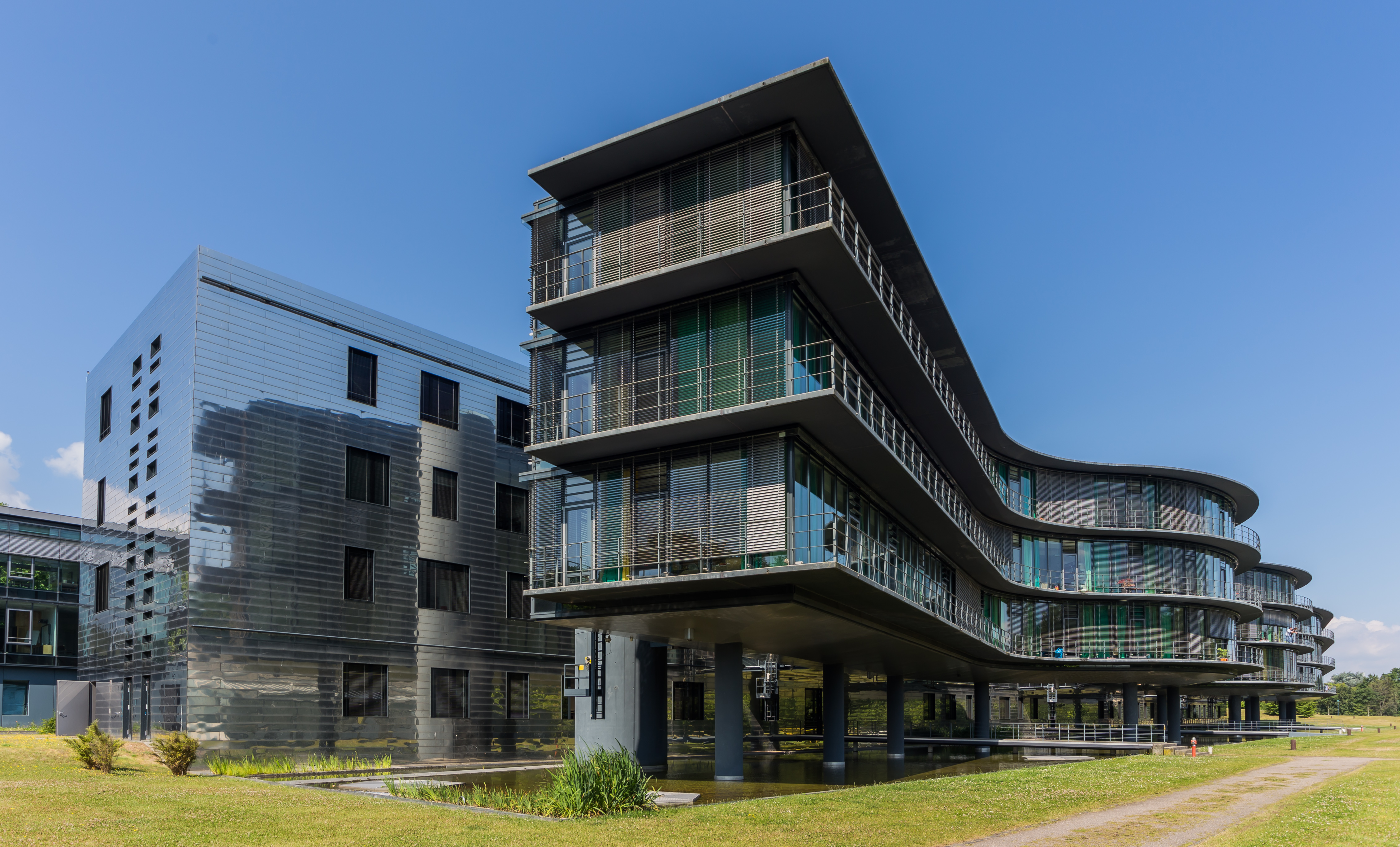
Le Centre d'Etudes et de Recherches CAESAR.

À la suite de la réunification allemande, Berlin recouvre son statut de capitale de l'Allemagne réunifiée, et l'essentiel des institutions politiques sont amenées à déménager.
La dernière séance du Bundestag allemand à Bonn a lieu le 1er juillet 1999. Le 14 juillet 2000, le Bundesrat tient sa dernière séance plénière à Bonn, ce qui a conduit à y laisser une antenne. En 2005, les dernières mesures de déménagement et de compensation sont terminées.
Le déménagement du Bundestag et du gouvernement fédéral a lieu à l'été 1999 et les effectifs prévus dans les ministères sont atteints peu après le changement de millénaire. Jusqu'aujourd'hui, la répartition des ministères fédéraux, tant à Bonn qu'à Berlin, nécessite un grand nombre de déplacements pour les employés des ministères (en 2018, 18 730 missions, dont deux tiers en avion) et un poste de travail ministériel sur trois est toujours situé à Bonn en 2019.
Six des quinze ministères fédéraux ont encore leur premier lieu de service dans l'ancienne capitale rhénane : éducation et recherche, santé, agriculture, environnement, défense et développement. Les ministères fédéraux dont le premier siège de service est Berlin ont un deuxième siège à Bonn. Cela signifie que tous les ministères sont répartis sur deux sites.
La Cour des comptes fédérale propose en 2012 de transférer tous les ministères à Berlin pour des raisons de coûts, d'efficacité et de protection du climat. Certains députés du Bundestag allemand plaident également, près de 30 ans après la réunification, pour un seul siège gouvernemental à Berlin. Toutefois, la loi Berlin/Bonn stipule que les fonctions gouvernementales doivent également rester dans la ville fédérale de Bonn de sorte qu'aucune modification fondamentale de la répartition des tâches entre la capitale fédérale de Berlin et la ville fédérale de Bonn n'est en vue.
Le changement structurel a pour conséquence qu'aujourd'hui, outre les autorités fédérales installées à Bonn, des entreprises de services marquent le site économique, dont elles sont souvent installées autour des multinationales Deutsche Post et Deutsche Telekom, qui ont installé leurs sièges à Bonn. En outre, Bonn est depuis quelques années une ville des Nations unies, ce qui entraîne également une augmentation du nombre d'organisations internationales qui y travaillent, dont plus de 170 se sont entre-temps installées à Bonn. Presque toutes les institutions de l'organisation mondiale sont désormais installées dans le « campus des Nations unies », dans une zone autour du Langer Eugen - qui a été ouvert en juillet 2006.
Afin de continuer à développer Bonn en tant que site international, la ville de Bonn a décidé en 2003 d'aménager le World Conference Center Bonn (WCCB). Le plus grand centre de congrès d'Allemagne, il est à proximité immédiate du campus de l'ONU et a été inauguré en 2015. Le siège de la Deutsche Welle, la radio allemande à l'étranger, s'est installé en 2003 dans l'ancien quartier du gouvernement sur le Rhin. Au total, 30 rédactions linguistiques y créent des offres multimédias pour les utilisateurs du monde entier. « UN-Campus », WCCB et Deutsche Welle englobent aujourd'hui de grandes parties du quartier fédéral. Bonn est la seule ville d'Allemagne à avoir obtenu un statut de « ville fédérale » (Bundesstadt).
La Rheinische Friedrich-Wilhelms-Universität (Université de Bonn) est l'une des plus prestigieuses d'Allemagne et un grand employeur de la ville.

## Politique
La ville est dirigée par un bourgmestre et un conseil municipal, élus pour un mandat de cinq ans. Depuis 2020, les conseillers sont au nombre de 66.
Après la Seconde Guerre mondiale, le gouvernement militaire de la zone d'occupation britannique met en place un nouveau maire et introduit en 1946 la constitution communale selon le modèle britannique. Depuis 1996, le maire est élu au suffrage universel direct. En tant que maire à plein temps, il est le président du conseil, le chef de l'administration municipale et le représentant de la ville. Dans sa fonction de représentant, le maire est représenté à Bonn par quatre bourgmestres.

### Élections de 2020

#### Bourgmestre
| Candidats                | Candidats                      | Partis                                         | Premier tour | Premier tour | Second tour | Second tour |
| Candidats                | Candidats                      | Partis                                         | Voix         | %            | Voix        | %           |
| ------------------------ | ------------------------------ | ---------------------------------------------- | ------------ | ------------ | ----------- | ----------- |
|                          | Ashok-Alexander Sridharan      | Union chrétienne-démocrate d'Allemagne (CDU)   | 48 454       | 34,46        | 52 762      | 43,73       |
|                          | Katja Dörner                   | Alliance 90 / Les Verts (Grünen)               | 38 793       | 27,59        | 67 880      | 56,27       |
|                          | Lissi von Bülow                | Parti social-démocrate d'Allemagne (SPD)       | 28 389       | 20,19        |             |             |
|                          | Christoph Artur Manka          | Association citoyenne de Bonn                  | 8 694        | 6,18         |             |             |
|                          | Michael Faber                  | Die Linke                                      | 7 032        | 5,00         |             |             |
|                          | Werner Hümmrich                | Parti libéral-démocrate (FDP)                  | 4 853        | 3,45         |             |             |
|                          | Frank Rudolf Christian Findeiß | Die PARTEI (DP)                                | 2 873        | 2,04         |             |             |
|                          | Kaisa Ilunga                   | Alliance pour l'innovation et la justice (BIG) | 1 507        | 1,07         |             |             |
|                          |                                |                                                |              |              |             |             |
| Votes valides            | Votes valides                  | Votes valides                                  | 140 595      | 99,14        | 120 642     | 99,48       |
| Votes blancs et nuls     | Votes blancs et nuls           | Votes blancs et nuls                           | 1 219        | 0,86         | 627         | 0,52        |
| Total                    | Total                          | Total                                          | 141 814      | 100          | 121 269     | 100         |
| Abstention               | Abstention                     | Abstention                                     | 107 277      | 43,07        | 127 829     | 51,32       |
| Inscrits / participation | Inscrits / participation       | Inscrits / participation                       | 249 091      | 56,93        | 249 098     | 48,68       |

#### Conseil municipal
|                           |                                              |         |       |      |        |     |
| Parti                     | Parti                                        | Voix    | %     | +/-  | Sièges | +/- |
|                           | Alliance 90 / Les Verts (Grünen)             | 39 311  | 27,86 | 9,25 | 19     | 3   |
|                           | Union chrétienne-démocrate d'Allemagne (CDU) | 36 315  | 25,74 | 4,73 | 17     | 10  |
|                           | Parti social-démocrate d'Allemagne (SPD)     | 21 956  | 15,56 | 7,84 | 11     | 9   |
|                           | Association citoyenne de Bonn                | 9 948   | 7,05  | 2,02 | 5      | 1   |
|                           | Die Linke                                    | 8 745   | 6,20  | 0,04 | 4      | 1   |
|                           | Parti libéral-démocrate (FDP)                | 7 268   | 5,15  | 3,03 | 3      | 4   |
|                           | Volt                                         | 7 148   | 5,07  | Nv.  | 3      | 3   |
|                           | Alternative pour l'Allemagne (AfD)           | 4 569   | 3,24  | 0,37 | 2      | 1   |
|                           | Die PARTEI                                   | 3 095   | 2,19  | Nv.  | 1      | 1   |
|                           | Autres                                       | 2 745   | 1,94  | 3,24 | 1      | 3   |
|                           |                                              |         |       |      |        |     |
| Suffrages exprimés        | Suffrages exprimés                           | 141 100 | 99,26 |      |        |     |
| Votes blancs et invalides | Votes blancs et invalides                    | 1 052   | 0,74  |      |        |     |
| Total                     | Total                                        | 142 152 | 100   | -    | 66     | 20  |
| Abstentions               | Abstentions                                  | 106 939 | 42,93 |      |        |     |
| Inscrits / participation  | Inscrits / participation                     | 249 091 | 57,07 |      |        |     |

### Politique régionale et fédérale

#### Élections au Landtag du Rhénanie-du-Nord-Westphalie
Cinq députés représentent la ville fédérale de Bonn au Landtag de Rhénanie-du-Nord-Westphalie, élu le 15 mai 2022. Les membres élus directement sont Guido Déus dans la circonscription 29 (Bonn I) et Christos Georg Katzidis (tous deux CDU) dans la circonscription 30 (Bonn II). Tim Achtermeyer et Julia Höller ont fait leur entrée au Landtag via la liste nationale de l'Alliance 90/Les Verts. Joachim Stamp a fait son entrée au Landtag via la liste régionale du FDP. Stamp a également été vice-ministre-président et ministre de la famille du Land de Rhénanie-du-Nord-Westphalie du 30 juin 2017 au 28 juin 2022.

#### Élections fédérales
Bonn forme la circonscription électorale de Bonn (96) pour le Bundestag. Lors des élections fédérales de 2021, la circonscription a été gagnée pour la première fois par les Verts grâce à Katrin Uhlig. Jessica Rosenthal (SPD) et, comme en 2017, Alexander Graf Lambsdorff (FDP) ont été élus au Bundestag via les listes régionales de leurs partis respectifs.
L'ancien député de circonscription Ulrich Kelber (SPD) avait déjà démissionné de son mandat le 6 janvier 2019 pour devenir commissaire fédéral à la protection des données et à la liberté d'information.

### Jumelages de la ville de Bonn
La ville de Bonn entretient depuis 1983 une amitié avec Tel Aviv-Jaffa en Israël et depuis 1988 un jumelage avec Potsdam. D'autres jumelages de quartiers et amitiés de villes, dont certains ont vu le jour avant la réforme territoriale de 1969, existent dans les différents arrondissements de la ville :
- District de Bonn : jumelages avec Oxford au Royaume-Uni depuis 1947 et avec Budafok-Tétény, le XXIIe arrondissement de Budapest en Hongrie depuis 1991, ainsi qu'une amitié avec Opole en Pologne depuis 1997 (contacts depuis 1954).
- District de Bad Godesberg : Jumelage avec Saint-Cloud en France depuis 1957, avec Frascati en Italie depuis 1960, avec Windsor and Maidenhead au Royaume-Uni depuis 1960 et avec Kortrijk en Belgique depuis 1964, ainsi qu'une amitié avec Yalova en Turquie depuis 1969.
- District de Beuel : Jumelage avec Mirecourt en France depuis 1969.
- District de Hardtberg : Jumelage avec Villemomble en France depuis 1967.

Outre les jumelages de villes, Bonn entretient des partenariats de projets thématiques. Outre les échanges de jeunes et culturels, il existe parfois des échanges d'expériences dans les domaines de l'écologie, du développement urbain et de la prévention des catastrophes. Des partenariats de projet existent (état 2014) avec les villes de Boukhara en Ouzbékistan, Cape Coast au Ghana, Chengdu en république populaire de Chine, La Paz en Bolivie, Minsk en Biélorussie et Ulaanbaatar en Mongolie.

#### Coopérations régionales
Bonn, le arrondissement Rhein-Sieg et l'arrondissement d'Ahrweiler en Rhénanie-Palatinat coopèrent étroitement, notamment depuis la décision Bonn/Berlin de 1991, au niveau politique par le biais du groupe de travail régional Développement, planification et transport Bonn/Rhein-Sieg/Ahrweiler (:rak). La région, qui compte environ un million d'habitants, est souvent appelée « Bonn/Rhein-Sieg » ou « Bonn/Rhein-Sieg/Ahrweiler ». La partie nord de l'arrondissement de Neuwied fait géographiquement partie de la région de Bonn, en particulier les communes associées d'Unkel, Linz am Rhein et Asbach. Il existe des liens économiques étroits au sein de la région, raison pour laquelle de nombreuses associations actives en commun se sont formées à Bonn et dans les arrondissements environnants. Depuis 1993, la ville coopère également avec la région de Cologne/Bonn au sein de la Region Köln/Bonn e.V.. Dans cette association intercommunale, les villes indépendantes de Cologne, Bonn et Leverkusen se sont unies aux cinq arrondissements de Rhein-Sieg, Rhein-Erft, Rhein-Kreis Neuss, Oberbergischer Kreis et Rheinisch-Bergischer Kreis afin de développer ensemble la politique structurelle de la région Cologne/Bonn. En vertu d'une vieille tradition de coopération, le Landkreis Ahrweiler est un invité permanent de cette instance.

## Économie
L’ancienne capitale provisoire de l'Allemagne de l‘Ouest, abrite le siège de sociétés comme la Deutsche Telekom et sa filiale T-Mobile. Société anciennement publique, la Deutsche Telekom a été privatisée en 1995. Avec 16 200 emplois, elle représente le premier employeur de la ville. Viennent ensuite la Deutsche Post - DHL, (SA de transport de courrier et de fret aérien) avec 9 000 emplois, la Deutsche Postbank (la banque postale) avec 3 300 emplois et les Stadtwerke Bonn (services municipaux) chargés de l'énergie, de l‘eau, des déchets et des transports publics avec 2 350 emplois. A cela s’ajoutent des firmes comme la Compagnie d Assurance « Zürich Gruppe Deutschland » avec 1 600 emplois, des banques comme la succursale de la Kreditanstalt für Wiederaufbau, la célèbre fabrique de bonbons Haribo, l’entreprise de plastique (plasturgie) Kautex Textron ou la manufacture d‘orgues Johannes Klais Orgelbau ou encore le fabricant de « Eierlikör » Verpoorten (cf. Advocaat) pour ne citer que quelques exemples.
Par ailleurs, pour compenser la perte d‘emplois entraînée par le déménagement des instances fédérales et le départ de nombreux ministères pour Berlin, Bonn accueille un grand nombre d‘organisations internationales comme le Campus des Nations unies, des Offices Fédéraux comme l’Office fédéral de la sécurité des technologies de l’information 
ou l’Office fédéral de lutte contre les cartels.
Notons aussi que se trouvent à Bonn le siège de la télévision  Phoenix, celui de la Deutsche Welle, chaîne internationale d‘information (radio et télévision) et celui d‘une radio locale et régionale privée, Radio Bonn/Rhein-Sieg.
Avec l’université et de nouveaux centres d’études et de recherches comme CAESAR (Center of Advanced European Studies and Research), Bonn est devenue une ville de recherche et de science.
Ce changement structurel a pu être réalisé grâce à la loi « Berlin-Bonn » (Berlin/Bonn-Gesetz) qui règle entre autres les mesures compensatoires et les subventions fédérales.

## Infrastructure

### Transport aérien
L'aéroport de Cologne/Bonn, qui porte le nom de Konrad Adenauer, est situé à environ 15 kilomètres au nord-est de la ville et est relié à Bonn par l'autoroute A 59, une ligne de bus rapide et la voie ferrée de la rive droite du Rhin. Une autre liaison aérienne est assurée par l'aérodrome de Bonn-Hangelar, situé à Sankt Augustin, à la frontière de la ville. L'aérodrome est principalement utilisé par les voyageurs d'affaires et les pilotes sportifs. Il existe un aérodrome non civil au siège du ministère fédéral de la Défense, l'héliport de Bonn-Hardthöhe, qui n'est toutefois plus utilisé de manière régulière. De 1953 à 1961, la compagnie aérienne belge Sabena a exploité un héliport civil sur la Römerstraße, avec des vols réguliers entre Cologne et Bruxelles.

### Transport ferroviaire et bus
La gare centrale de Bonn est l'arrêt des grandes lignes de la Deutsche Bahn sur la ligne Cologne-Bonn-Coblence sur la rive gauche du Rhin ; la gare de Siegburg/Bonn sur la ligne ICE Cologne-Rhin/Main est accessible en 25 minutes depuis le centre-ville de Bonn par la ligne de tramway 66 via la Siegburger Bahn. En cas de déviation par la rive droite du Rhin en raison de perturbations, un arrêt de remplacement est prévu à Bonn-Beuel. La ligne de banlieue Voreifelbahn bifurque à Bonn en direction d'Euskirchen à partir de la ligne gauche du Rhin. Dans la zone urbaine de Bonn, il y a au total 13 passages à niveau.

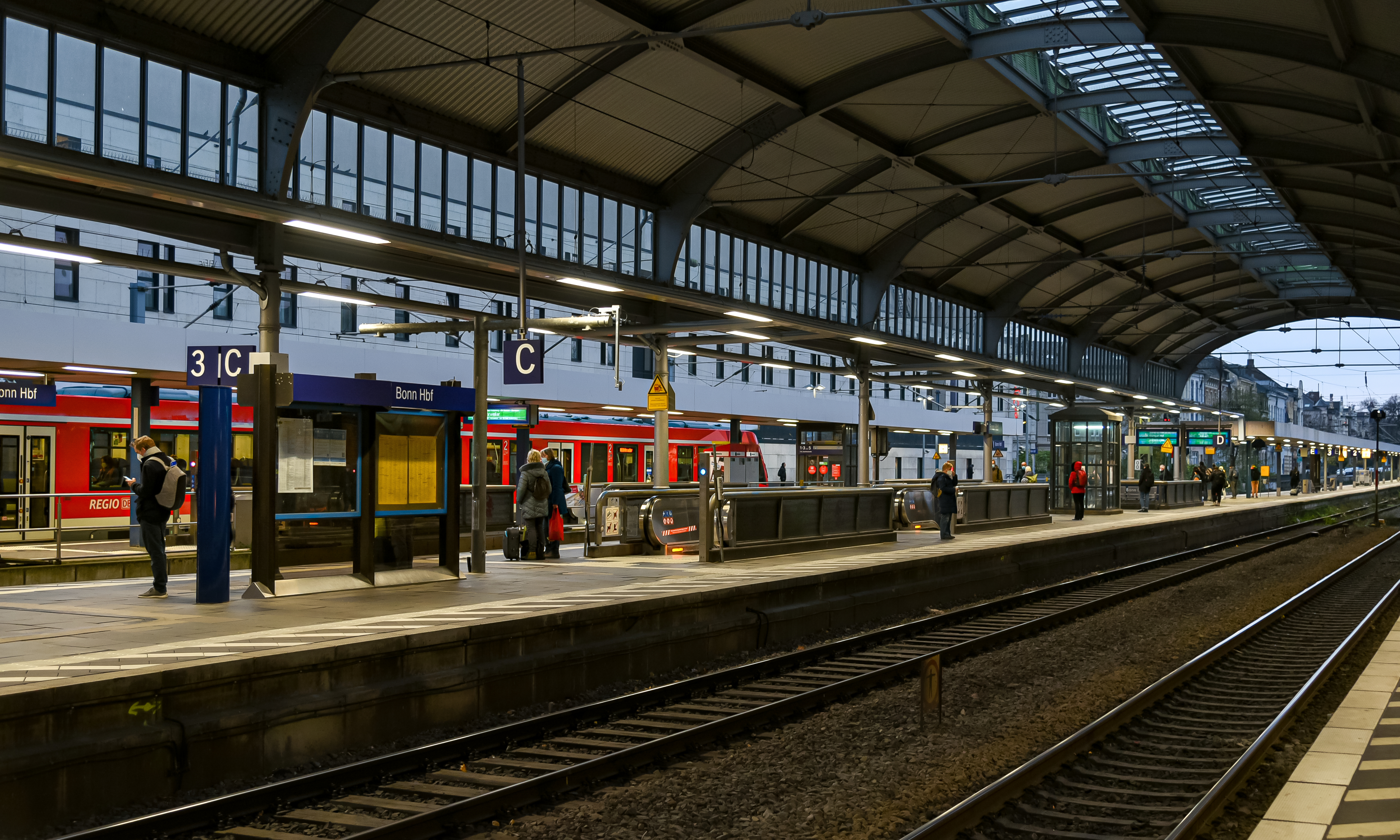
Gare centrale de Bonn (Bonn Hbf)

Sur le territoire de Bonn, il y a neuf gares et points d'arrêt pour le transport ferroviaire. Il existe six lignes de transport ferroviaire de proximité vers les villes environnantes à une cadence horaire, qui se renforcent mutuellement pour atteindre une cadence de 20 à 30 minutes. La Voreifelbahn circule toutes les 15 à 30 minutes en semaine et toutes les 30 à 60 minutes le soir et le dimanche.
En ce qui concerne les transports en commun routiers, Bonn possède aujourd'hui un réseau de tramways/trams avec environ six lignes. Dans les années 1950, le réseau de tramways de Bonn s'est fortement réduit à la suite de nombreuses fermetures. Depuis le printemps 1975, la ligne principale entre Bonn et Bad Godesberg remplace principalement la ligne de tramway sur la Kaiserstraße et la B 9, elle circule toutes les 10 minutes pendant la journée. Outre les liaisons intra-urbaines, le Stadtbahn Bonn dessert Siegburg, Sankt Augustin, Königswinter et Bad Honnef avec la ligne 66. Deux lignes empruntent les voies ferrées des anciens chemins de fer Cologne-Bonn pour se rendre à Cologne via Brühl, Hürth, Bornheim et Wesseling avec une fréquence de 20 minutes.
Bonn dispose également d'un réseau de bus urbains très dense avec 48 lignes (dont 6 lignes communes 537, 541, 550, 551, 640 et SB55), qui sont desservies en grande partie toutes les 20 minutes. Le regroupement de lignes permet parfois d'obtenir des cadences de cinq minutes ; aux heures de pointe et pour le transport scolaire, le réseau de bus est soutenu par des « lignes complémentaires » marquées « E ». En outre, il existe un réseau de bus de nuit composé de dix lignes qui assurent des correspondances entre elles toutes les heures. Le réseau de bus de nuit est en partie financé par le sponsoring, c'est-à-dire que chaque ligne sponsorisée porte le nom d'un sponsor et que le bus (en service régulier pendant la journée) porte une publicité complète adaptée. De 1951 à 1971, le trolleybus de Bonn a également circulé dans la ville, remplaçant une partie du réseau de tramways et étant lui-même remplacé par des lignes d'omnibus.

### Réseau routier
Bonn est reliée au réseau routier par les autoroutes fédérales 59, 555, 562 et 565 ainsi que par les routes fédérales 9, 42 et 56.
Comme la zone urbaine est coupée par le Rhin, les trois ponts sur le Rhin de l'A 562 (Südbrücke, Konrad Adenauer-Brücke), de l'A 565 (Nordbrücke, Friedrich Ebert-Brücke) et de la B 56 (Kennedybrücke) ainsi que les bacs sur le Rhin Mehlem-Königswinter, Bad Godesberg-Niederdollendorf et Graurheindorf-Mondorf ont une importance particulière pour le trafic intra-urbain. Il en va de même pour les passages souterrains ferroviaires et le pont Viktoria, qui relient le nord et le sud de la zone urbaine de la rive gauche du Rhin.

## Enseignement
- Lycée Kardinal-Frings-Gymnasium, à Beuel.

## Personnes célèbres

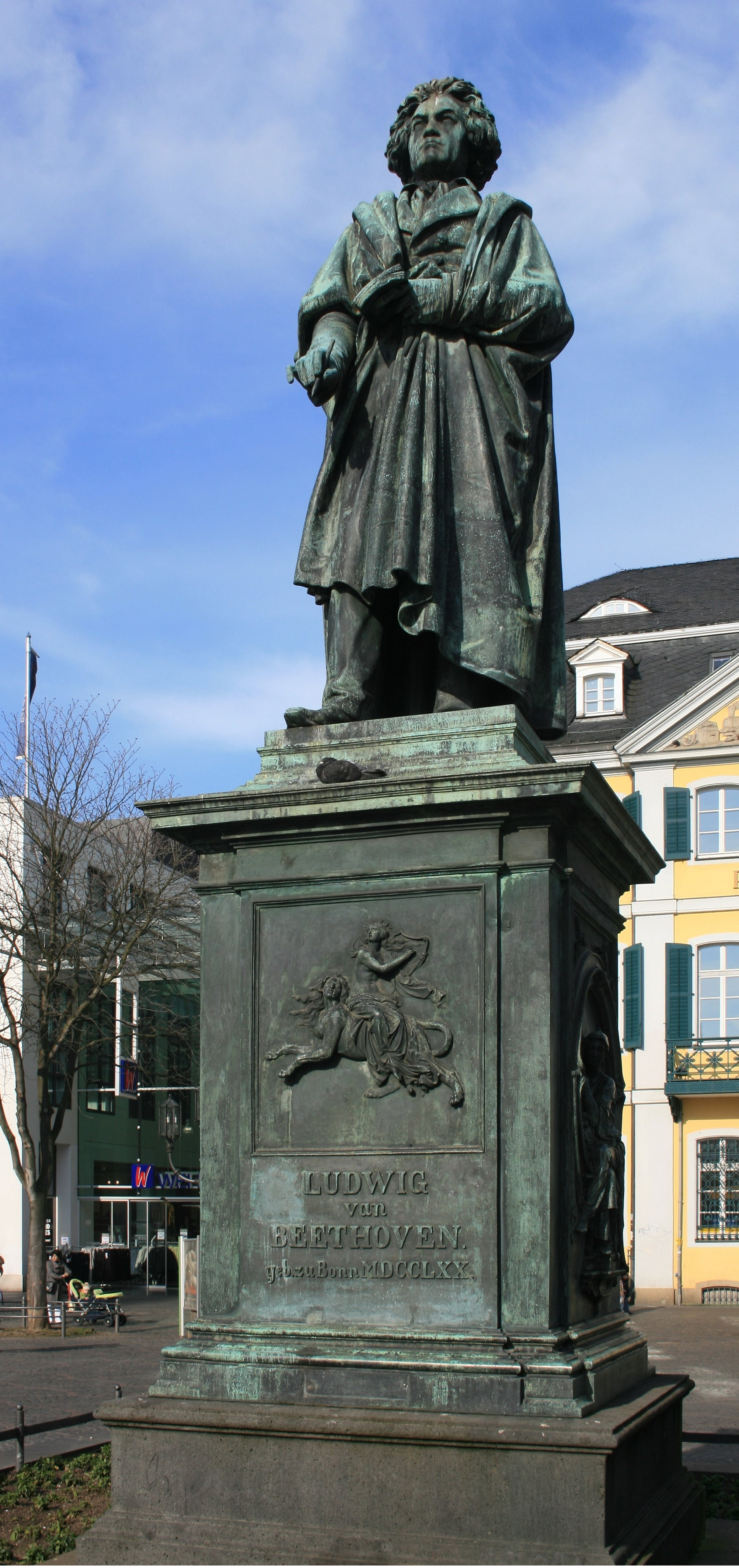
La statue de Beethoven à Bonn.

- Hermann Josef Abs (1901-1994), banquier allemand et PDG de la Deutsche Bank, né à Bonn.
- Ludwig van Beethoven (1770-1827), compositeur allemand, né à Bonn. On peut visiter à Bonn sa maison natale, la Beethovenhaus, qui a été aménagée en musée. Celui-ci, vide de tout mobilier, contient dans des vitrines ses cornets acoustiques ainsi que ses pianos, posés tels qu'ils l'étaient de son vivant (pas dans cette maison). On y voit aussi ses partitions et ses objets de tous les jours tels que ses lunettes ou ses plumes pour écrire. Des panneaux accrochés au mur montrent comment il est devenu sourd. La ville de Bonn célèbre Beethoven de multiples manières, en particulier à l'occasion d'un festival. Un nouvel espace multimédia propose une approche interactive de l'univers musical de Beethoven.
- William Borm (1895-1987), homme politique allemand et agent de la Stasi, y est mort.
- Maximilien Dubois-Descours de la Maisonfort (1792-1848), général de division français, né à Bonn.
- Max-Henri Herrmann, le handballeur franco-allemand, né à Bonn en 1994
- Friedrich Hirzebruch (1927-2012), mathématicien allemand, professeur à l'université rhénane Frédéric-Guillaume de Bonn, décédé à Bonn.
- Heide Simonis (1943-2023), personnalité politique allemande, née à Bonn.
- Natalie Horler, du groupe Cascada, est née et habite à Bonn ; le studio d'enregistrement du groupe se situe aussi à Bonn.
- Gustav Krukenberg (Bonn, 1888 - 1980) militaire allemand. Brigadeführer (général) de la division Charlemagne, il fut après la guerre un fervent défenseur de la réconciliation européenne.
- Otto Lasch, (1893-1971), General der Infanterie allemand dans la Heer au sein de la Wehrmacht pendant la Seconde Guerre mondiale qui demanda la capitulation de la forteresse de Königsberg dans les derniers moments de la Seconde Guerre mondiale.
- August Macke (1887-1914), peintre expressionniste allemand, vécut et travailla à Bonn de 1910 à 1914, tué sur le champ de bataille en Champagne.
- Thomas de Maizière, (1954-), homme d'État allemand, membre de l'Union chrétienne-démocrate d'Allemagne (CDU) et ministre fédéral de l'Intérieur, né à Bonn.
- Karl Marx (1818-1883), historien, journaliste, philosophe et communiste allemand, a commencé ses études de droit à l'université rhénane Frédéric-Guillaume de Bonn en 1835.
- Mihály Munkácsy (1844-1900), peintre académique hongrois principalement actif à Paris et Budapest, décédé à Bonn-Endenich.
- Friedrich Nietzsche (1844-1900), philologue, philosophe et poète allemand, a commencé ses études de philologie classique et de théologie à l'université rhénane Frédéric-Guillaume de Bonn en 1864.
- Hans Riegel (1893-1945), fondateur allemand de l'entreprise de confiserie Haribo (= Hans Riegel Bonn), né et mort à Bonn, où il a passé toute sa vie.
- Robert Schumann (1810-1856), compositeur allemand, décédé à Bonn-Endenich.
- Hermann Usener (1834-1905), philologue et mythologue allemand, professeur à l'université rhénane Frédéric-Guillaume de Bonn, décédé à Bonn.
- Joseph Vivien (1657-1734), peintre portraitiste français, décédé à Bonn.
- Roland Wolf (1965-1995), musicien allemand, né à Bonn.

## Architecture, culture et attractions touristiques

### Architecture

#### Bâtiments historique pour la ville fédérale de Bonn
Sur la place du marché se trouve l'ancien hôtel de ville, construit à partir de 1737 dans le style rococo, l'un des symboles de la ville. L'ancienne résidence principale des princes-électeurs de Cologne, le château des princes-électeurs - aujourd'hui le bâtiment principal de l'université de Bonn - se trouve à proximité immédiate de l'hôtel de ville.
La Poppelsdorfer Allee, plantée de marronniers, relie le château des princes-électeurs au château de Poppelsdorf, construit dans la première moitié du 18e siècle pour servir de lieu de repos aux princes-électeurs. Cet axe est interrompu par la voie ferrée avec la gare centrale, dont le bâtiment de réception construit en 1883/84 est aujourd'hui classé monument historique. Sur l'esplanade de la gare se trouvait, entre les années 1970 et 2019, le très controversé Bonner Loch, remplacé depuis par le projet « Urban Soul ».
Entre le château des princes électeurs et le Rhin se trouve l'Alter Zoll, un bastion de l'ancienne ceinture de fortifications. Sa situation exposée offre une vue digne d'un livre d'images sur le Rhin et le Siebengebirge, exactement à la transition entre le Rhin moyen et la baie de Cologne.
La Sterntor, qui se trouvait à l'origine au débouché de la Sternstraße sur la Friedensplatz, a été démontée vers 1900 en raison de la construction du tramway dans la Sternstraße et reconstruite sous une forme très modifiée, en intégrant un reste du mur d'enceinte, quelques mètres plus loin sur la Bottlerplatz.
Au-dessus de Bad Godesberg se trouvent les ruines du château de Godesburg, probablement construit à l'origine d'abord comme château de refuge par les Francs. L'hôtel de ville de Godesberg se compose de six bâtiments reliés entre eux, construits de 1790 à 1792 par le prince électeur Max Franz pour loger les curistes. L'ancien théâtre de chambre du prince-électeur, la maison de la Redoute, construite de 1790 à 1830, est aujourd'hui une annexe du musée d'art.
- Ancienne synagogue, détruite pendant la nuit de Cristal.

#### Bâtiments en Bonn fédérale
En raison du grand nombre de bâtiments importants pour l'histoire contemporaine, des stations d'information ont été aménagées pour les visiteurs de Bonn sur le circuit historique « Weg der Demokratie ». Le Weg der Demokratie est un circuit qui passe devant plusieurs bâtiments historiques de l'ancien quartier gouvernemental et qui traverse l'actuel quartier fédéral, en particulier le quartier de Gronau. Le sentier a été inauguré le 21 mai 2004 et est un projet de la Maison de l'histoire de la République fédérale d'Allemagne et de la ville fédérale de Bonn. Le concept a été développé sous la direction de Dietmar Preißler, le directeur des collections de la fondation Haus der Geschichte.

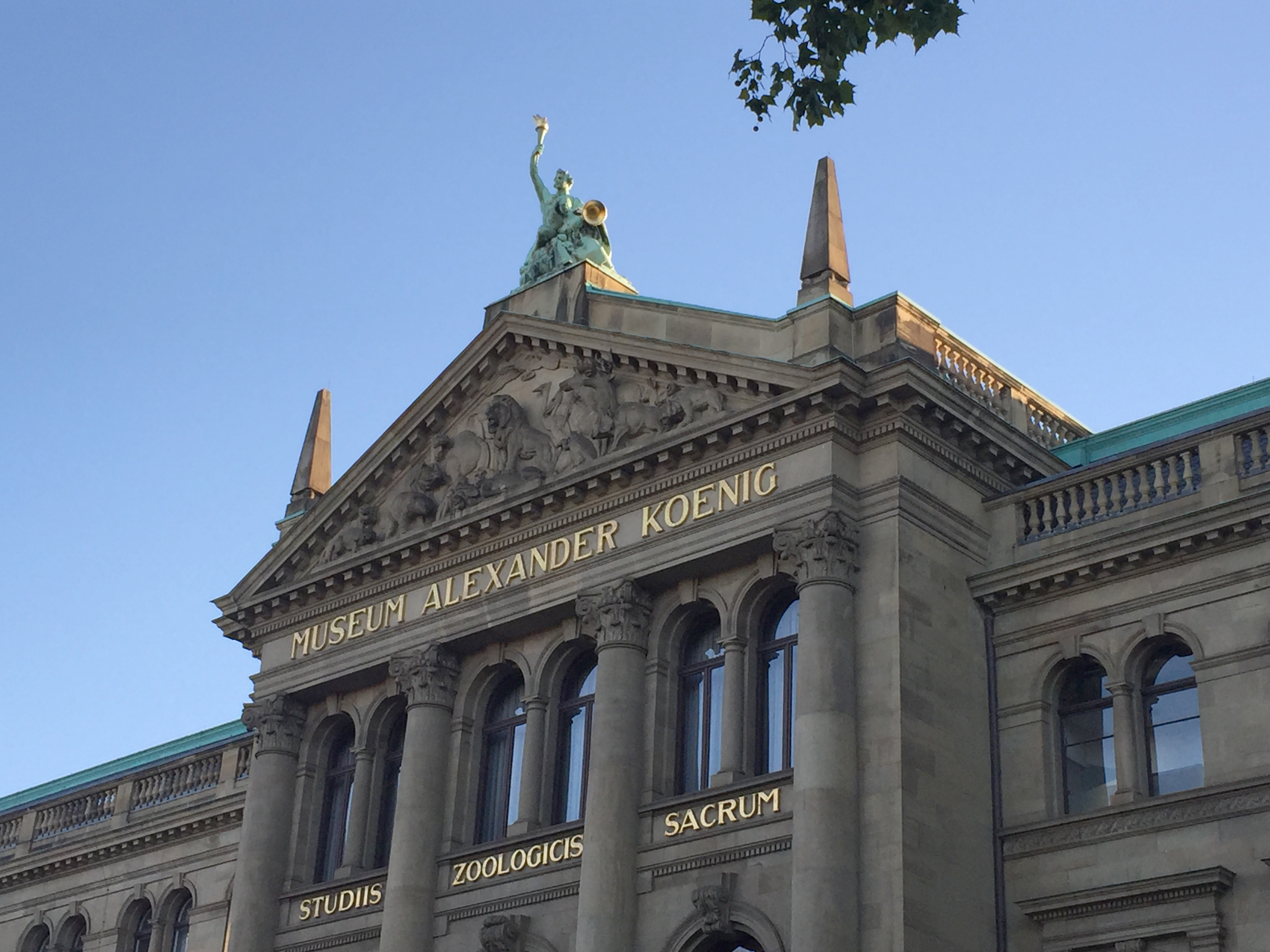
Musée de recherche zoologique Alexander Koenig

Sur le chemin de la démocratie, le musée de recherche zoologique Alexander Koenig (ZFMK) est le germe de la démocratie après 1945. Il ne s'agit certes pas d'un bien immobilier de la Fédération, mais d'un musée d'histoire naturelle et d'une fondation de droit public du Land de Rhénanie du Nord-Westphalie. Le bâtiment du musée se trouve directement sur la route fédérale 9, en bordure du quartier fédéral. Il est classé monument historique et constitue une étape du circuit historique « Weg der Demokratie » (le chemin de la démocratie), car le 1er septembre 1948, la cérémonie de réunion du Conseil parlementaire s'est déroulée dans le grand hall du musée.
Le bâtiment du Parlement est un édifice central de l'ancienne capitale fédérale. Le Bundeshaus était à l'origine une académie pédagogique, utilisée à partir de 1948 par le Conseil parlementaire, puis par le Bundestag et le Bundesrat. À la fin des années 1980, la salle plénière a été remplacée par un nouveau bâtiment. Depuis le déménagement du Parlement, il est utilisé comme centre de conférences et s'appelle depuis 2007 World Conference Center Bonn (WCCB). Une autre partie du WCCB est l'usine hydraulique historique, dont la salle des pompes a été utilisée comme salle plénière du Bundestag pendant la reconstruction du Palais fédéral de 1986 à 1992.

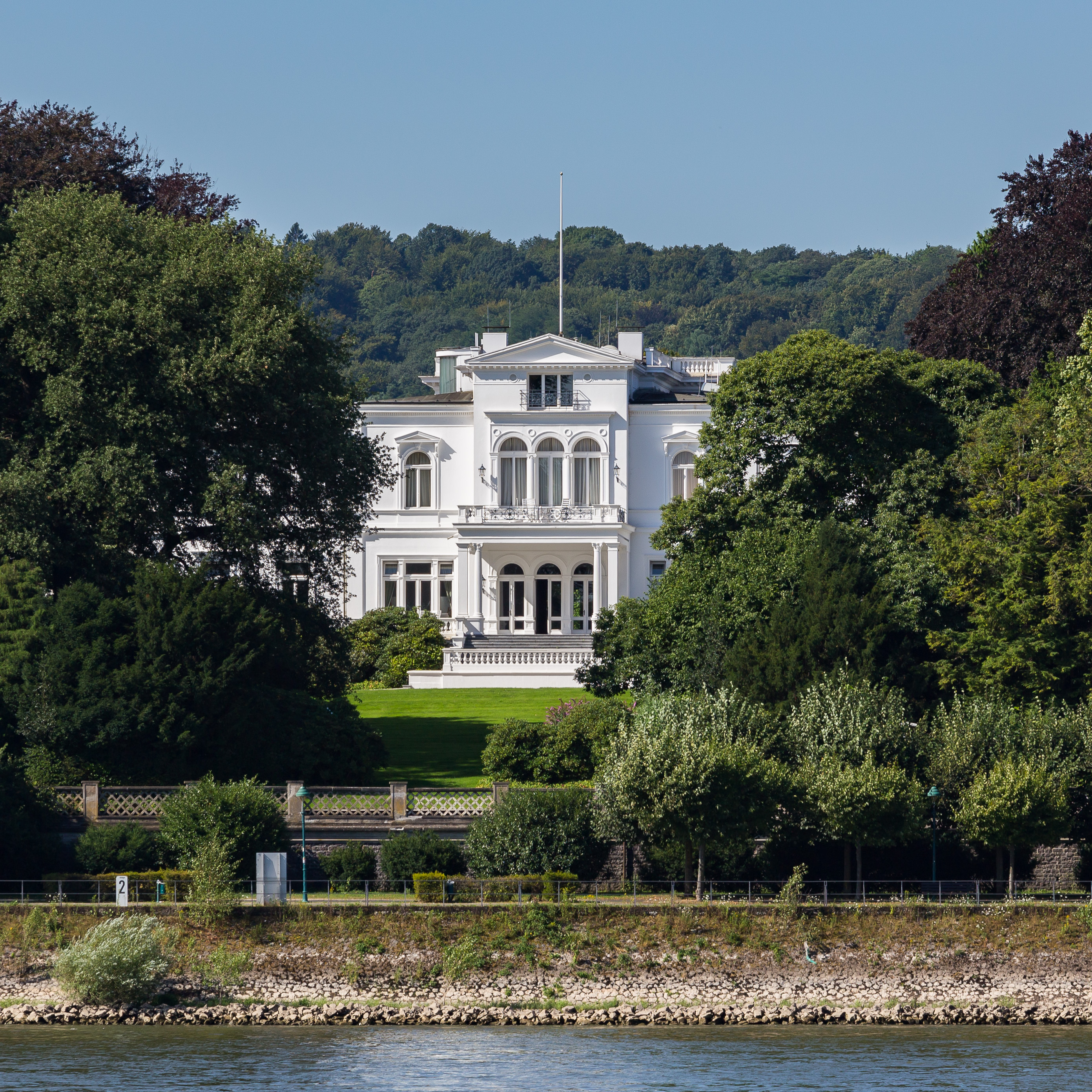
La maison blanche de Bonn - la Villa Hammerschmidt

La résidence officielle du président fédéral est la Villa Hammerschmidt, de style classique tardif, construite à partir de 1861/1862 et dotée d'un grand jardin paysager. La Villa Hammerschmidt à Bonn sert depuis 1950 de résidence officielle et de domicile au président de la République fédérale d'Allemagne, jusqu'en 1994 comme première résidence officielle et depuis lors comme deuxième résidence officielle et domicile après le château de Bellevue.
Le bâtiment de la chancellerie fédérale à Bonn a été le siège de la chancellerie de la République fédérale d'Allemagne de 1976 à 1999 et abrite depuis 2005 le ministère fédéral de la Coopération économique et du Développement. Il est situé dans le quartier de Gronau. Depuis 2001, le Palais Schaumburg, qui fait partie de l'immeuble, est le deuxième siège de la chancellerie fédérale. Il fut la première chancellerie fédérale et servit de siège officiel de 1949 à 1976. Le site de l'ancienne chancellerie, qui comprend également quelques autres bâtiments, est classé monument historique.
L'ancien bâtiment d'habitation et de réception du chancelier allemand à Bonn est appelé « Kanzlerbungalow ». Il a été utilisé à cette fin de 1964 à 1999.
L'ancien ministère des Postes (1954-1988), aujourd'hui classé monument historique, a un charme architectural certain. Il a été construit entre 1953 et 1954. Le bâtiment du ministère fédéral des Postes et Télécommunications à Bonn a été le siège du ministère fédéral des Postes et Télécommunications de 1954 à 1988 et le siège de l'office des Affaires étrangères de 1989 à 1999. Depuis 2000, il est le siège de la Cour fédérale des comptes.

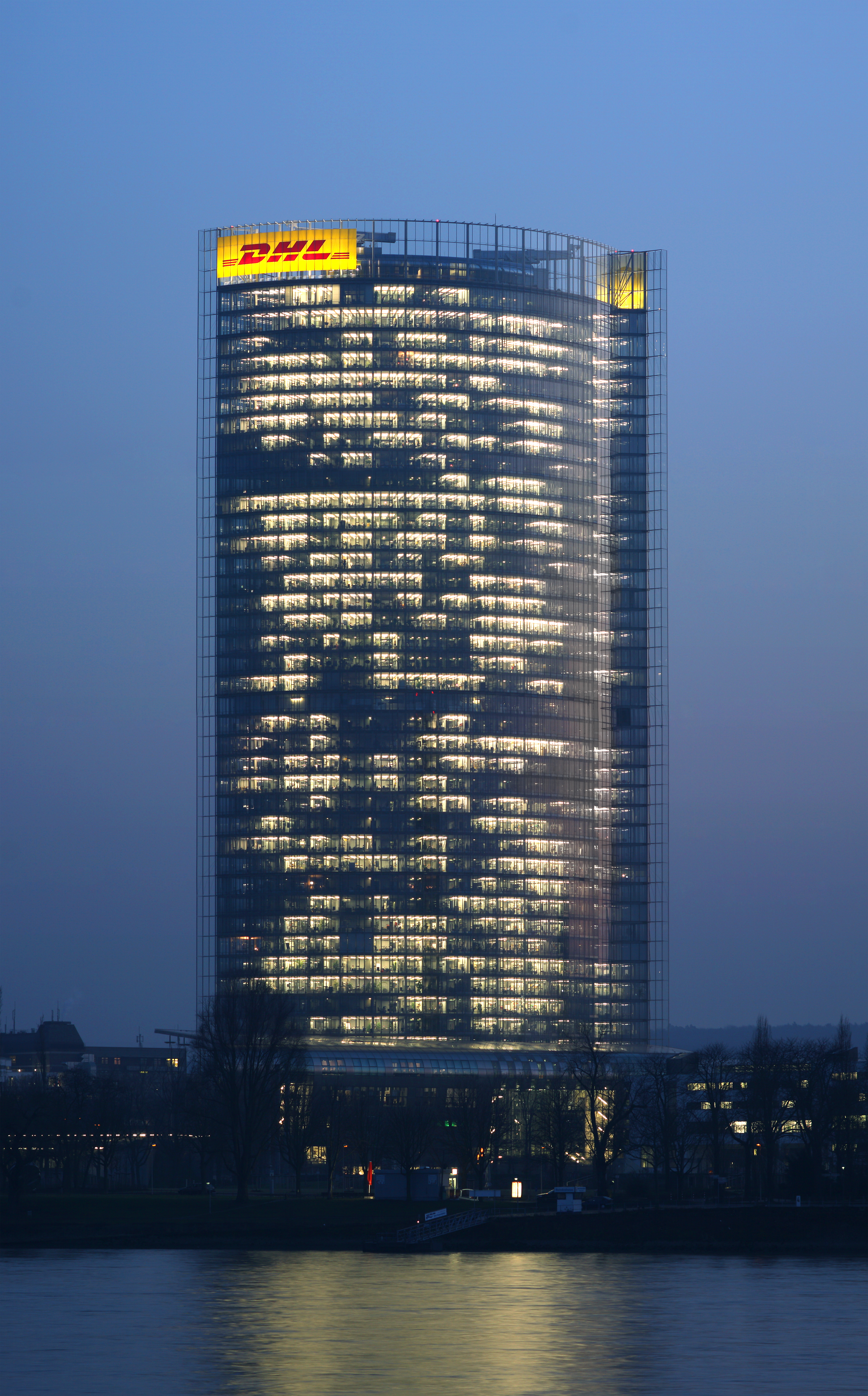
Le Post Tower est le siège de la Deutsche Post DHL.

Sur la Robert-Schuman-Platz, dans le quartier fédéral, se trouve l'ancien ministère des Postes II (depuis 1988). Le bâtiment destiné à l'ancien ministère fédéral des Postes et Télécommunications a été construit selon les plans des architectes Heinle, Wischer et Partner. Il sert aujourd'hui de premier siège administratif au ministère fédéral de l'Environnement, de la Protection de la nature et de la Sécurité nucléaire (BMU). Le style de ce bâtiment s'inspire de la forme d'un cor postal, ce qui est reconnaissable sur les photos aériennes. Sous le bâtiment se trouve un abri antiatomique, aujourd'hui hors service.
L'administration centrale de la Deutsche Post se trouve dans la Post Tower, le plus haut immeuble de bureaux de Rhénanie-du-Nord-Westphalie. Le bâtiment se trouve à proximité directe de l'ancienne tour des députés et symbole de la ville (capitale) fédérale, le « Langer Eugen », qui est utilisé depuis 2002 par les Nations unies.
Entre les deux tours se trouve le Schürmann-Bau, l'actuel siège de la Deutsche Welle. Ce bâtiment, prévu à l'origine pour accueillir les bureaux des députés, a été gravement endommagé par les crues du Rhin en 1993 pendant la phase de construction. À la frontière des districts de Bonn et de Bad Godesberg se trouve le carrefour A562/B9 qui, lors d'occasions particulières, est pavoisé des 191 drapeaux des États membres de l'ONU.

### Nature et parcs
Pour l'exposition horticole fédérale de 1979, les prairies rhénanes et les surfaces agricoles au sud de l'ancien quartier du parlement et du gouvernement ont été transformées en un parc paysager de 160 hectares, la Rheinaue. Pour l'exposition horticole fédérale de 1979, des surfaces situées sur la rive droite du Rhin, de Beuel-Süd jusqu'au pont sud, ont également été intégrées. Aujourd'hui, les surfaces de parc servent de zone de détente de proximité et sont utilisées pour de grandes manifestations telles que des concerts en plein air, des fêtes et des marchés aux puces.
Parmi les parcs historiques, on compte le Hofgarten avec la prairie du Hofgarten, adjacent au sud au bâtiment principal de l'université, en incluant les parcs jusqu'à l'ancienne douane sur le Rhin vers l'est et vers l'ouest, l'axe du parc jusqu'au château de Poppelsdorf avec le jardin botanique. En outre, le petit jardin Ernst-Moritz-Arndt compte parmi les parcs les plus appréciés de la ville.
Des deux côtés du Rhin, à Bonn et à Beuel, s'étendent du nord au sud des promenades avec des espaces verts qui permettent de voir la ville, le Rhin et le massif des sept montagnes.
En outre, la ville compte quelques petits parcs, dont le plus grand est le Kurpark de Bad Godesberg. Il a été aménagé à l'origine pour l'activité thermale et abrite quelques espèces végétales rares. Pour Bonn-Oberkassel, l'arboretum Park Härle, issu d'une propriété privée, mérite d'être mentionné.
La plaine alluviale du Rhin, l'arboretum Härle, l'ancien cimetière et les jardins botaniques de l'université de Bonn ont été inscrits sur la route de l'art des jardins entre le Rhin et la Meuse comme étant particulièrement exemplaires.
Le plus grand espace libre à l'intérieur de Bonn est le Meßdorfer Feld entre Endenich, Dransdorf, Lessenich et Duisdorf. En tant qu'espace libre orienté dans le sens du vent, il joue un rôle important pour le climat du centre-ville de Bonn et est la seule surface agricole dans la zone urbaine.
D'autres zones de loisirs sont
- le Kottenforst, situé à l'ouest et au sud de Bonn, la partie est du parc naturel de Rhénanie, d'une superficie de 40 kilomètres carrés, qui s'étend dans la zone urbaine de Bonn avec quelques extensions, dont :
- le Venusberg et le Waldau et
- les vallées qui les entourent, Melbtal et Katzenlochbachtal (réserve naturelle)
- le piémont du Rhin au nord et au sud de Beuel
- ainsi que le Siebengebirge situé au sud-est de Bonn, également inclus dans un parc naturel, et ses contreforts nord.

Une particularité naturelle de la ville est la dune de Tannenbusch, qui est une dune intérieure vieille de 11 000 ans. Elle a été formée par des vents violents qui ont soufflé le sable du Rhin à cet endroit à la fin de la dernière période glaciaire. La dune a été déclarée réserve naturelle à la fin des années 1980.

### Musées, théâtre, musique

#### Musées

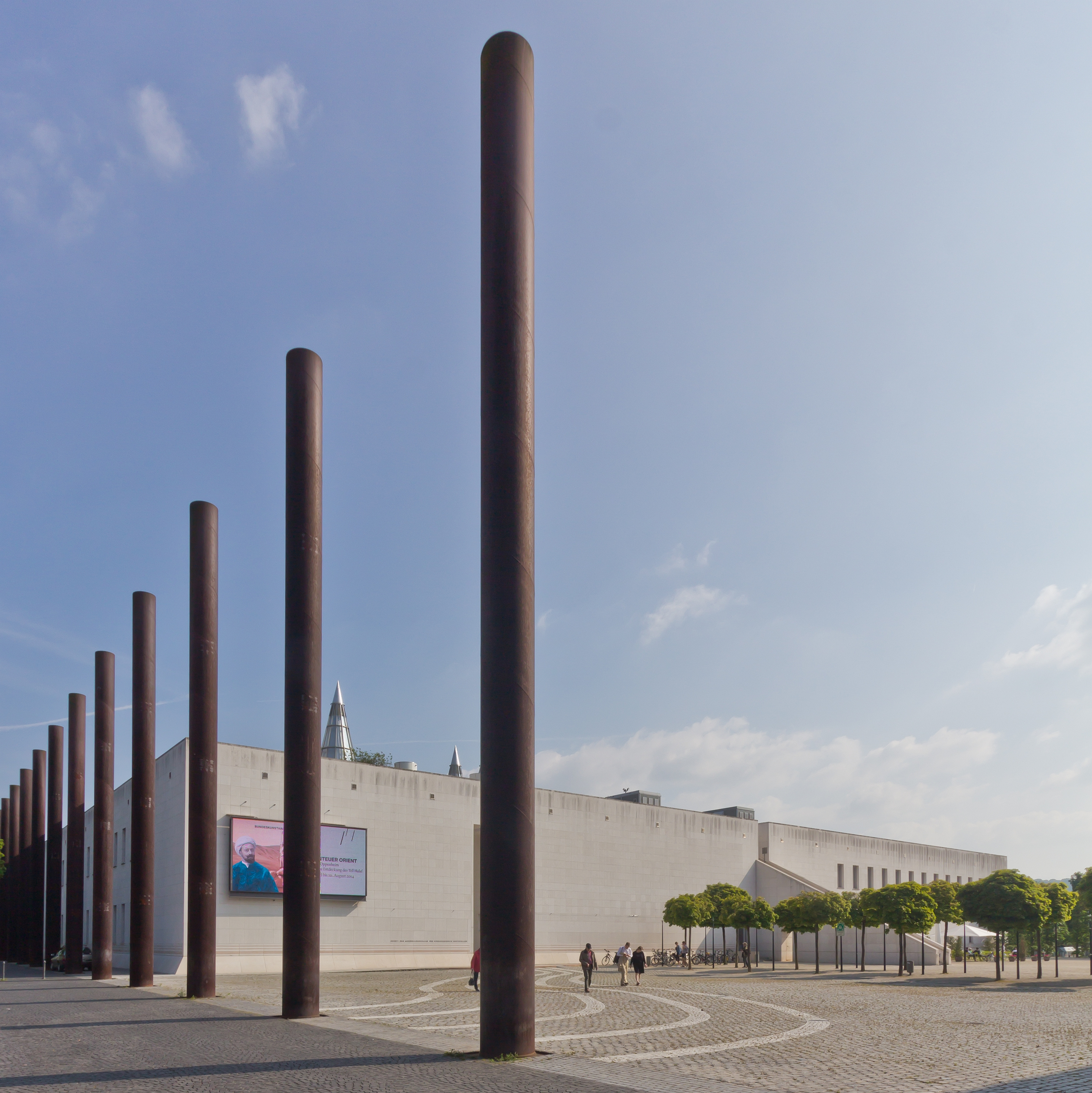
Bundeskunsthalle

Bonn dispose d'un grand nombre de musées importants. La Kunst- und Ausstellungshalle der Bundesrepublik Deutschland (Bundeskunsthalle) (construite entre 1986 et 1992 par l'architecte viennois Gustav Peichl) et la Haus der Geschichte der Bundesrepublik Deutschland font partie des dix musées les plus visités d'Allemagne depuis leur ouverture. Chaque année, ils accueillent plus de 500 000 visiteurs, un chiffre que la Bundeskunsthalle dépasse même largement pour certaines expositions temporaires. Les deux musées ont été créés au début des années 1990 en même temps que le musée municipal des beaux-arts de Bonn et forment le Museumsmeile avec l'antenne bonnoise du Deutsches Museum dans le Wissenschaftszentrum, ouverte en 1995, qui se concentre sur la recherche et la technique allemandes depuis 1945, la galerie ifa et le musée Koenig riche en traditions.
Le Bonn politique fédéral peut également être visité : Le bungalow du chancelier, construit en 1964 et situé entre la Villa Hammerschmidt et le Palais Schaumburg, non loin de la Maison de l'Histoire, est ouvert au public depuis 2009 dans le cadre de visites guidées, après avoir été largement rénové. Dans le centre-ville, quelques musées se sont en outre réunis pour former l'association des CityMuseen : Le StadtMuseum Bonn (ouvert en 1998) dans la Franziskanerstraße 9, le Mémorial de la Résistance et de la Persécution qui s'y trouve également, le Musée égyptien (Ägyptisches Museum Bonn) situé en face, le Musée académique d'art, la Maison Beethoven et le Musée régional rhénan. La Beethovenhaus, maison natale de Ludwig van Beethoven.

#### Théâtre, musique, cinéma
Le Beethoven Orchester Bonn organise régulièrement des concerts dans la Beethovenhalle et intervient à l'opéra. Il a été fondé en 1897 sous le nom d'Orchestre philharmonique de Coblence et a été repris par la ville de Bonn en 1907 sous le nom d'Orchestre municipal de Bonn.
Outre le théâtre municipal de Bonn avec l'opéra de Bonn et le théâtre exploité dans le Godesberger Schauspielhaus (anciennement Kammerspiele), il existe divers petits théâtres privés à Bonn. Il s'agit notamment du Contra-Kreis-Theater situé dans le centre-ville, de l'Euro Theater Central, du Junges Theater Bonn situé à Beuel, du théâtre DIE RABEN, du Kleines Theater Bad Godesberg, du théâtre Die Pathologie dans le sud de la ville, de la Bonn University Shakespeare Company et, depuis septembre 2018, du Malentes Theater Palast sur la Godesberger Allee.
Bonn abrite également des chœurs renommés comme le Bach-Chor, le Bonner Jazzchor, le Chur Cölnischen Chor, l'Immortal Bach Ensemble ou le Philharmonisches Chor ainsi que Vox Bona.
Des spectacles de cabaret sont présentés entre autres à la Haus der Springmaus, au Pantheon-Theater (depuis 2016 dans la Halle Beuel), à l'Endenicher Harmonie et au Theater im Ballsaal. Les Piccolo Puppenspiele cultivent l'art du théâtre de marionnettes dans différents lieux de représentation de Bonn. Depuis quelques années, une scène de slam poétique très active s'est établie à Bonn : depuis 2001, le Bonner Rosenkrieg a lieu tous les mois et depuis 2009, Bonn a un deuxième slam, Sex, Drugs & Poetry.

#### Traditions
Bonn fait partie des bastions rhénans du carnaval, même si elle reste toujours un peu dans l'ombre du plus grand carnaval de Cologne.
A l'hôtel de ville de Beuel, c'est la princesse blanchisseuse qui assure la régence le soir du carnaval. Depuis le début du 20e siècle, l'ancien hôtel de ville de Bonn est assiégé et conquis le dimanche de carnaval par les soldats de la ville de Bonn, vêtus d'uniformes historiques de style français. La plus grande séance de carnaval est la séance de carnaval alternatif Pink Punk Pantheon, qui attire chaque année plus de 10 000 visiteurs.
Les locaux définissent la période du carnaval entre le 11 novembre à 11h11 et le mercredi des Cendres comme la « cinquième saison ».

### Festivals et événements
- Conférence de Bonn de 2001 sur les changements climatiques
- Rhein in Flammen
- Rheinkultur
- Beethovenfest[9]

### Jumelages
La ville de Bonn est jumelée avec les villes suivantes :
- Tel-Aviv (Israël) depuis 1983
- Potsdam (Allemagne) depuis 1988

De plus chacun des quatre districts de la ville entretient des liens de jumelage qui leur sont propres.
- Le district de Bonn intra-muros est jumelé avec :
  -  Oxford (Royaume-Uni) depuis 1947
  -  Budapest (Hongrie) depuis 1991, XXIIe arrondissement, ancienne ville de Budafok rattachée à Budapest en 1950.
  -  Opole (Pologne) depuis 1997
- Celui de Bad Godesberg avec :
  -  Saint-Cloud (France) depuis 1957
  -  Frascati (Italie) depuis 1960
  -  Windsor (Royaume-Uni) depuis 1960
  -  Maidenhead (Royaume-Uni) depuis 1960
  -  Courtrai (Belgique) depuis 1964
  -  Yalova (Turquie) depuis 1991
- Celui de Hardtberg avec  Villemomble (France)
- Celui de Beuel avec  Mirecourt (France)

Des projets de jumelages existent avec les villes de :
- Boukhara (Ouzbékistan)
- Sousse (Tunisie)
- La Paz (Bolivie)

## Honneur
L'astéroïde (283117) Bonn est nommé en son honneur.

## Identité visuelle

Logo officiel de la ville fédérale de Bonn.